# Castle Bravo

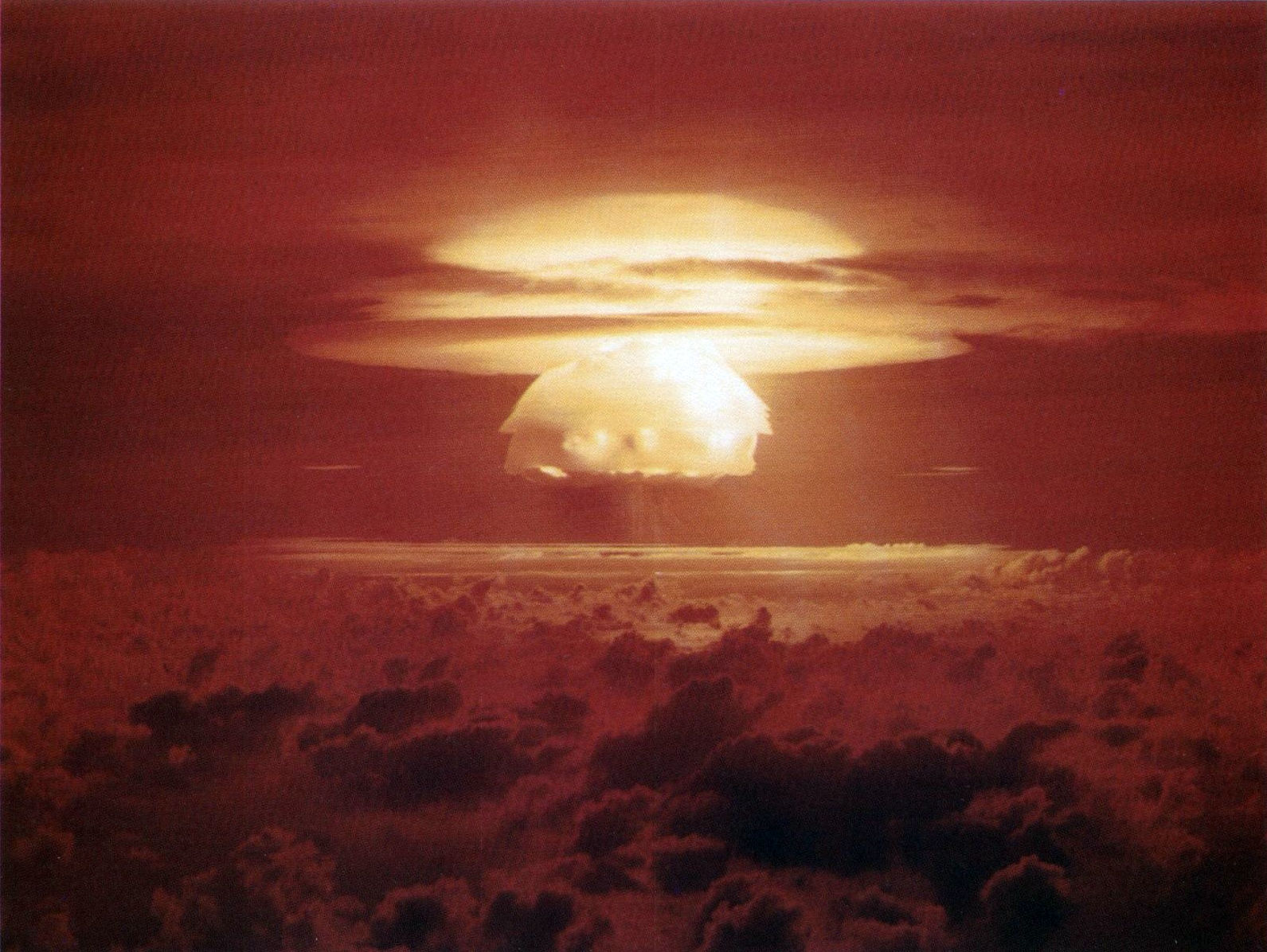
A Castle Bravo kísérleti robbantás gombafelhője

Castle Bravo volt a fedőneve az első amerikai "száraz üzemanyagú" hidrogénbombának, amit 1954. március 1-jén robbantottak fel a Marshall-szigetekhez tartozó Bikini-atollon a Castle hadművelet első tesztjeként. A Castle Bravo volt az Egyesült Államok által felrobbantott legnagyobb hatóerejű nukleáris fegyver, 15 megatonnás energiahozammal. Ez a hatóerő, ami jóval felülmúlta a várt 4-6 megatonnát, más tényezőkkel egyetemben az Egyesült Államok történetének legjelentősebb véletlenszerű radioaktív szennyezését idézte elő. A robbanásból származó radioaktív kihullás megfertőzte az atollt előzőleg benépesítő több ezer embert, akik később visszatértek a helyszínre, csakúgy, mint a  Daigo Fukuryu Maru (Szerencsés Sárkány) japán halászhajó személyzetét. A robbantás hatásai nemzetközi aggodalmat váltottak ki a légköri termonukleáris tesztekkel kapcsolatban.

## A bomba

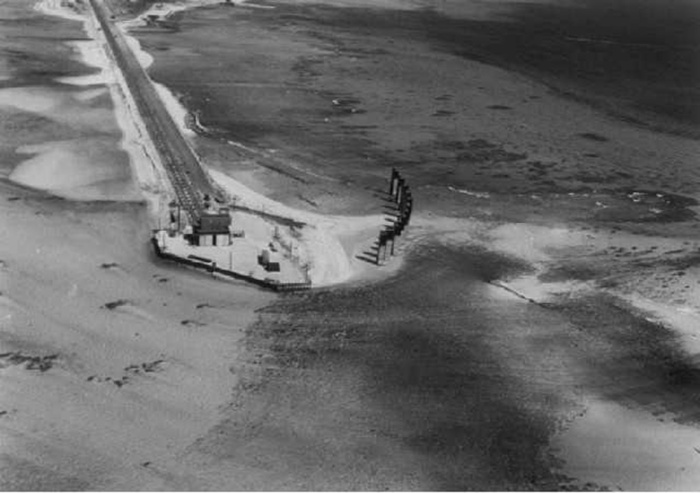
A mesterséges szigeten található robbantási kabin, amelyben a bombát elhelyezték

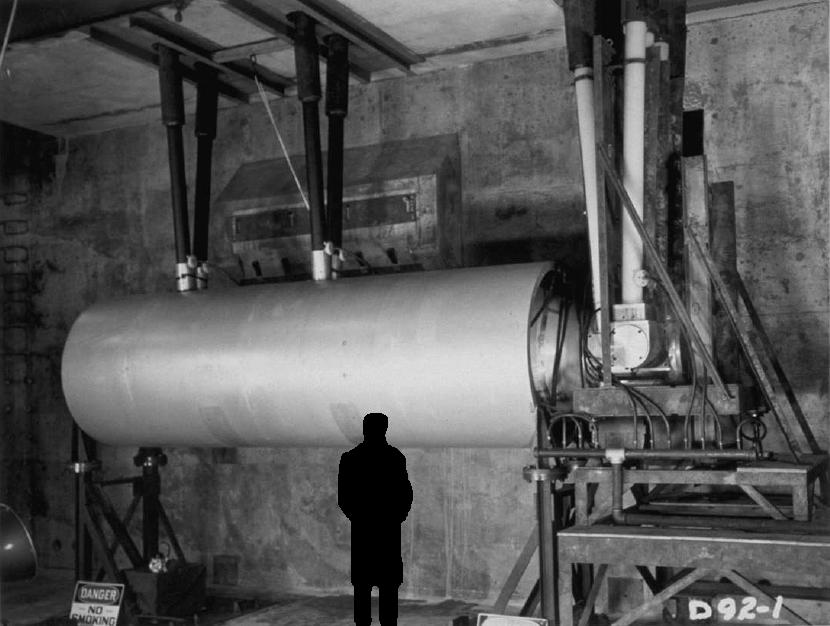
A szerkezet viszonylagos mérete

A szerkezet egy 10,7 tonna tömegű, 4,56 méter hosszú és 1,37 méter átmérőjű henger volt, amit egy mesterséges szigeten álló kabinban helyeztek el a Bikini-atoll Namu szigete melletti zátonyon. A bomba a fúziós fázis üzemanyagaként lítium-deuteridet használt, szemben a kriogenikus, folyékony deutérium-trícium eleggyel, amit az Ivy Mike termonukleáris bombában alkalmaztak. A Castle Bravo során tesztelt szerkezet volt az Egyesült Államok első gyakorlatban is bevethető termonukleáris bombája.
A teszt során felrobbantott szerkezetet "Shrimp"-nek nevezték el. Kiépítése, a fúziós üzemanyag típusát kivéve, megegyezett az Ivy Mike szerkezetével. A "Shrimp" burkolata alumíniumból készült, szemben az Ivy Mike nehéz acélburkolatával.
A külső hengeren belül egy kisebb henger tartalmazta a lítium-deuteridet (másodlagos bomba), ennek egyik végén volt elhelyezve egy fissziós bomba (elsődleges bomba), aminek a fúzióhoz szükséges körülmények létrehozásában volt szerepe. A fúziós üzemanyagot tartalmazó henger közepén egy plutóniumrúd haladt keresztül, ami a termonukleáris reakció beindításáért felelt. A lítium-deuteridet tartalmazó tartályt uránnal vették körül. A külső burkolat és a belső tartály urán rétege közötti tér egy olyan csatornát képezett, ami az elsődleges bomba felrobbantásából származó röntgensugárzást a másodlagos bomba felé kanalizálta. Ez a sugárzás a deutérium hőmérsékletét és sűrűségét emelte a termonukleáris reakciót fenntartó szintre, valamint a plutóniumrudat összenyomva szuperkritikus állapotot hozott létre, ami inicializálta a termonukleáris reakciót (Teller-Ulam elrendezés).
A "Shrimp" kialakítása gyakorlatilag megegyezett a későbbi Castle Romeo tesztben használt "Runt" szerkezetével, azzal a különbséggel, hogy az előző részlegesen dúsított lítiumot használt. A természetes lítium a lítium-6 és lítium-7 izotópok keverékéből áll, amiben az előző aránya 7,5%. A Bravoban a lítium-6 aránya 40% volt.

## A robbantás

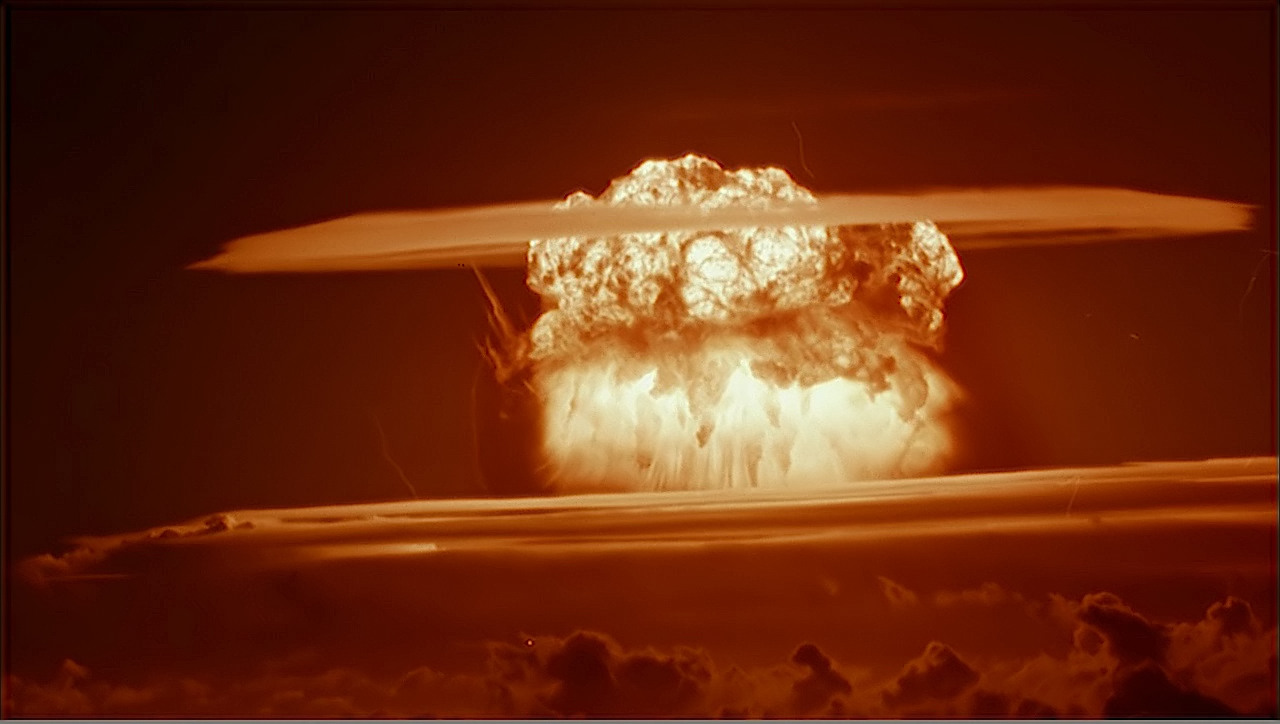
A robbanás körül keletkezett kondenzációs gyűrűk

A detonáció helyi idő szerint 06:45-kor történt. A robbanást követő egy másodpercen belül a Bravo tűzlabdája 7 kilométer átmérőjűre nőtt és látható volt a 450 kilométerre található Kwajalein-atollról is. A keletkezett kráter 2000 méter átmérőjű és 75 m mély volt. Egy percen belül a gombafelhő 14 kilométeres magasságot és 11 kilométeres átmérőt ért el. Kevesebb, mint 10 perc alatt 40 kilométer magasra emelkedett, átmérője 100 kilométerre nőtt és több mint 100 m/s (360 km/h) sebességgel terjedt. A felhő nagy területet szennyezett be, többek között a környező Rongerik, Rongelap és Utirik atollokat.
TNT-egyenértékben kifejezve a Castle Bravo hatóereje mintegy ezerszerese volt a Hirosimára és Nagaszakira ledobott bombákénak. A Castle Bravo a történelem ötödik legnagyobb nukleáris robbantása volt a szovjet Cár-bomba (~50 Mt), a 219-es teszt (24.2 Mt), valamint két másik (~20 Mt) szovjet bomba  után.
A Bravo teszt 15 megatonnás hozama két és félszer nagyobb volt, mint a várt érték. Ennek oka egy elméleti hibában keresendő. A bomba tervezői azt feltételezték, hogy a lítium-deuteridben egyedül a lítium 6-os izotópja reaktív, és a lítium mennyiség 60%-át kitevő 7-es tömegszámú izotópot inertnek vélték.
Azt feltételezték, hogy a lítium-6 elnyel egy neutront, ami a plutónium hasadásából származik, és a folyamat egy alfa-részecskét és tríciumot eredményez. A keletkezett trícium a deutériummal fuzionál. Ez a feltételezés helyesnek bizonyult. Azonban a lítium-7 is elnyel egy neutront és elbomlik alfa-részecskére, tríciumra és egy neutronra. Emiatt a vártnál több trícium keletkezett és ez a fölös trícium szintén fuzionált a deutériummal. Ezen felül a lítium-7 bomlásából származó fölös neutron nagyobb neutronfluxust okozott, ami az urán burkolatban növelte a maghasadások számát, ez pedig az energiahozam további növekedését vonta maga után.
A teszt során használt lítium azért tartalmazta nagyobb arányban a 7-es izotópot, mert a 6-os izotóp akkoriban ritka volt és drága. A későbbi Castle Union teszt csaknem kizárólag lítium-6-ot használt.
Az urán burkolatban lezajló hasadási reakció nagy mennyiségű kihullási terméket generált, ami a bomba váratlanul nagy hatóerejével, valamint az erős szelekkel karöltve igen súlyos következményeket okozott. A radioaktív hulladék kelet felé terjedt, a Rongelap és Rongerik atollok felé, amelyeket néhány napon belül evakuáltak. A szigetcsoport lakosai között később számos születési rendellenességet észleltek és az Egyesült Államok szövetségi kormánya kárpótlást fizetett nekik.
Habár a légköri hulladék a szelek miatt kelet felé sodródott, mihelyt a tengerbe hullott az óceáni áramlatok számos irányba elsodorták, többek között észak- és délnyugat felé is. A japán Daigo Fukuryu Maru halászhajó utasai a sugárzás hatására megbetegedtek és egyikük életét vesztette. Ez az incidens nemzetközi felháborodást váltott ki és újra felélesztette Japán aggodalmát az atomfegyverekkel kapcsolatban a második világháborús támadások kapcsán.
Az előre nem várt radioaktív kihullás és sugárzási értékek a tesztben részt vevő számos hajót és azok személyzetét is érintették, egyes esetekben bunkerekben tartva fogva őket. A radioaktív szennyezés sok tesztlétesítményt is elért, amelyek az atollrendszer más szigetein épültek.
A robbanás radioaktív hulladékainak nyomai globális szempontból jelentős távolságokba is eljutottak, úgy, mint Ausztráliáig, Indiáig és Japánig, sőt az Egyesült Államokig és Európa egyes részeihez is. Annak ellenére, hogy a teszt titkos volt, nagyon gyorsan nemzetközi incidenssé nőtte ki magát.
A sugárzási baleset mellett a robbanás váratlanul nagy ereje maradandóan megrongált számos állandó épületet az atoll távolabbi végén fekvő szigetén. A robbanásról a tervezetthez képest csupán kevés adatot sikerült összegyűjteni, ugyanis azok a műszerek, amelyeket arra terveztek, hogy az adatokat közvetítsék mielőtt eléri őket a robbanás, gyakorlatilag azonnal elpárologtak, míg azoknak az eszközöknek a többsége, amelyekből a kutatók a teszt után szerették volna kinyerni az információkat, megsemmisült a robbanás hatására.
A sugárszennyezés azokat a lakosokat is érintette, akik előzőleg az atollon laktak, de később a teszt után visszatelepedtek. Kiderült, hogy radioaktív cézium van jelen a helyszínen növő kókusz tejében. A növények természetszerűen káliumot vesznek fel életműködéseik során, azonban a céziumot is felveszik ha az jelen van, mivel a káliummal együtt a periódusos rendszer egyazon főcsoportjába tartoznak, vagyis kémiai szempontból hasonlóan viselkednek. A szennyezett kókusztejet fogyasztó lakosok testében rendellenesen magas radioaktív cézium koncentrációkat mutattak ki és ezért második alkalommal is evakuálták őket az atollról.

## Fordítás
- Ez a szócikk részben vagy egészben  a   Castle Bravo című angol Wikipédia-szócikk fordításán alapul.  Az eredeti cikk szerkesztőit annak laptörténete sorolja fel. Ez a jelzés csupán a megfogalmazás eredetét és a szerzői jogokat jelzi, nem szolgál a cikkben szereplő információk forrásmegjelöléseként.